# Velký Týnec
Velký Týnec là một làng thuộc huyện Olomouc, vùng Olomoucký, Cộng hòa Séc.